# Microcebus jonahi
Microcebus jonahi is een zoogdier uit de familie van de dwergmaki's (Cheirogaleidae). De wetenschappelijke naam van de soort werd voor het eerst geldig gepubliceerd door Schüßler et al. in 2020.

## Voorkomen
De soort komt alleen voor op Madagaskar, waar het alleen voorkomt in het noordoosten van het eiland.